# Georg Arends
Georg Arends (Chemnitz, 1862. december 18. – Chemnitz, 1946. december 23.) német gyógyszerész.

## Élete
Apja Emil Arends chemnitzi kereskedő volt. Középiskolai tanulmányait Drezdában végezte el, ezután 1879-ben sikeresen gyógyszerészi gyakorlatot végzett Meißenben. Ezután a Lipcsei Egyetemre ment, ahol 1887-ben államvizsgát tett. 1889-től egy lipcsei gyárban mint vegyész dolgozott. 
1895-ben a berlini Pharmazeutische Zeitung tudományos szerkesztője lett, e tisztségét 1908-ig töltötte be. A következő években, amikor az általa 1908-ban alapított chemnitzi Erzsébet gyógyszertárat vezette, számos gyógyszerészeti témájú cikket publikált. 1937-ben vonult nyugdíjba, egy évvel a második világháború után hunyt el. Orvosi tanácsadói (Medizinalrat) címet viselt.
1892-ben vette feleségül a lipcsei Elisabeth Heynert. Házasságából egy fiú (Johannes, *1894) és egy lány (Marie, *1896) született. Fia apja nyomába lépett, 1930-ban együtt publikáltak Die Tablettenfabrik und ihre maschinellen Hilfsmittel című munkáját.

## Válogatott munkái
- Synonymen-Lexikon. Eine Sammlung der gebräuchlichsten gleichbedeutenden, Benennungen. Ein Hand- und Nachschlagebuch für Apotheker, Chemiker, Drogisten u. A., Leipzig, 1891
- Neue Arzneimittel und pharmazeutische Spezialitäten einschließlich der neuen Drogen, Organ- und Serumpräparatee, mit zahlreichen Vorschriften zu Ersatzmitteln und einer Erklärung der gebräuchlichsten medizinischen Kunstausdrücke, Berlin, 1913
- Spezialitäten und Geheimmittel. Aus den Gebieten der Medizin, Technik Kosmetik und der Nahrungsmittelindustrie Ihre Herkunft und Zusammensetzung, 7. Aufl., Berlin, Heidelberg, 1919
- Volkstümliche Anwendung der einheimischen Arzneipflanzen. 2. Auflage. Berlin, 1925
- Die Tablettenfabrik und ihre maschinellen Hilfsmittel, 4. Aufl., Berlin, 1938
- Hagers Handbuch der pharmazeutischen Praxis. Für Apotheker, Arzneimittelhersteller, Drogisten, Ärzte und Medizinalbeamte, Band 1: A–I, Berlin, 1938
- Hagers Handbuch der pharmazeutischen Praxis. Für Apotheker, Arzneimittelhersteller, Drogisten, Ärzte und Medizinalbeamte, Band 1: K–Z, Berlin, 1938

## Fordítás
- Ez a szócikk részben vagy egészben  a   Georg Arends című német Wikipédia-szócikk ezen változatának fordításán alapul.  Az eredeti cikk szerkesztőit annak laptörténete sorolja fel. Ez a jelzés csupán a megfogalmazás eredetét és a szerzői jogokat jelzi, nem szolgál a cikkben szereplő információk forrásmegjelöléseként.